# Pico (Vila Verde)
Pico is een plaats (freguesia) in de Portugese gemeente Vila Verde en telt 596 inwoners (2001).